# کمیته سازمان ملل در امور استفاده صلح‌آمیز از فضا
کمیته سازمان ملل در امور استفاده صلح‌آمیز از فضا شورایی ویژه در سازمان ملل متحد است که در ۱۹۵۹ (میلادی) به مدت کوتاهی پس از پرتاب ماهوارهٔ اسپوتنیک-۱ تشکیل شد. این پیمان، از بزرگ‌ترین پیمان‌های مجمع عمومی سازمان ملل متحد است.
وظیفهٔ این شورا، بررسی گستره همکاری بین‌المللی در جهت استفاده صلح‌آمیز از فضای بیرونی و طراحی برنامه‌هایی در آن زمینه زیر نظر سازمان ملل، تشویق به پژوهش‌های ادامه‌دار و گسترش دانش فضای بیرونی، و مطالعه مشکلات حقوقی پیش‌آمده در هنگام اکتشاف فضایی هستند.
مدیریت این شورا بر عهدهٔ دفتر امور فضایی ملل متحد است. همه مستندات مربوط به شورا و زیرمجموعه‌های آن شامل کمیته علمی و فنی و همچنین کمیته حقوقی در وبگاه دفتر امور فضایی ملل متحد در دسترس هستند.
مداخله سازمان ملل متحد در کنش‌های فضایی می‌تواند به آغاز رقابت فضایی بازگردد. پس از پرتاب اسپوتنیک-۱ در ۱۹۵۷ (میلادی) سازمان ملل متحد بر اطمینان از استفاده صلح‌آمیز از فضا تأکید کرد.
در آغاز جنگ سرد ترس از استفادهٔ نظامی از فضای بیرونی برای آرمان‌های نظامی، در جامعه جهانی گسترش یافت. این موضوع به پیدایش چندین سازمان با آرمان مدیریت چگونگی استفاده از فضا انجامید که برای جلوگیری از تبدیل فضای بیرونی به جبههٔ تازه درگیری تلاش می‌کردند.

## پیمان‌ها و توافق‌ها

### پیمان‌ها
این شورا به ۵ پیمان نظارت می‌کند:
- پیمان فضای بیرونی (Outer Space Treaty): که کشورهای عضو را از نصب جنگ‌افزار کشتارجمعی، آزمایش جنگ‌افزار یا ساخت پایگاه نظامی در فضای بیرونی زمین، ماه یا هر جرم آسمانی دیگری منع می‌کند. اما محدودیتی برای جنگ‌افزار متعارف در آن تعریف نشده است. همچنین همه اکتشاف‌ها و منابع فضایی، متعلق به همه کشورها بوده و همه کشورها، آزادانه مجاز به اکتشافات فضایی هستند.
- پیمان نجات فضانوردان (Rescue Agreement): در صورت هرگونه مشکل برای فضانوردان، همه کشورها موظف به کمک هستند.
- پیمان پذیرش مسئولیت فعالیت‌های فضایی (Space Liability Convention): که بر اساس آن هر کشوری مسئولیت فعالیت‌های فضایی خود را می‌پذیرد و در صورت آسیب به مردم، خاک یا تجهیزات دیگر کشورها، موظف به پرداخت جریمه است.
- پیمان ثبت جزئیات اجسام پرتاب شده به فضا (Registration Convention): بر اساس این پیمان، هر کشوری موظف به اعلام کلیه جزئیات کاوشگرهای فضایی خود است.
- پیمان ماه (Moon Treaty): که همه فضای بیرونی و اجرام آسمانی را جزئی از جامعه بین‌المللی فرض کرده و قوانین حاکم بر آن را مطابق منشور ملل متحد می‌داند.

### توافق‌های مرتبط[۴]
این شورا همچنین دیگر توافق‌های مربوط به فضای بیرونی را نیز پیگیری می‌کند:
- پیمان منع جزئی آزمایش هسته‌ای (Treaty Banning Nuclear Weapon Tests in the Atmosphere, in Outer Space, and Under Water (NTB)): که هرگونه آزمایش جنگ‌افزار هسته‌ای در جو زمین، فضای بیرونی و زیر آب را ممنوع می‌کند ولی محدودیتی برای آزمایش در زیرِ زمین ندارد.
- پیمان پخش برنامه‌های ماهواره‌ای (Convention Relating to the Distribution of Programme–Carrying Signals Transmitted by Satellite (BRS)): بر اساس آن، کشورها موظف به حذف برنامه‌های غیرقانونی ماهواره‌ای هستند که از داخل خاک آن‌ها پخش می‌شود.

### سازمان‌های همکار[۴]
- سازمان بین‌المللی ارتباطات ماهواره‌ای International Telecommunications Satellite Organization (ITSO)
- اینتراسپوتنیک یا سازمان و سیستم بین‌المللی ارتباطات فضایی International System and Organization of Space Communications (INTERSPUTNIK)
- آژانس فضایی اروپا European Space Agency (ESA)
- عرب‌ست Arab Corporation for Space Communications (ARABSAT)
- اینترکسموس Agreement on Cooperation in the Exploration and Use of Outer Space for Peaceful Purposes (INTERCOSMOS)
- سازمان بین‌المللی ماهواره‌های تلفنی International Mobile Satellite Organization (IMSO)
- سازمان ماهواره مخابراتی اروپا European Telecommunications Satellite Organization (EUTELSAT)
- سازمان اروپایی بهره‌برداری از ماهواره‌های هواشناسی European Organization for the Exploitation of Meteorological Satellites (EUMETSAT)
- اتحادیه بین‌المللی مخابرات International Telecommunication Constitution and Convention (ITU)

### سازمان‌های بین‌المللی با نماینده دائم در کمیته
- انجمن کاشفان فضا Association of Space Explorers (ASE)
- کمیته پژوهش فضایی Committee on Space Research (COSPAR)
- آژانس فضایی اروپا European Space Agency (ESA)
- مؤسسه سیاست‌گذاری فضایی اروپا European Space Policy Institute (ESPI)
- یوتل‌ست European Telecommunications Satellite Organization (EUTELSAT IGO)
- اتحادیه اروپا European Union (EU)
- فرهنگستان بین‌المللی کیهان‌نوردی International Academy of Astronautics (IAA)
- فدراسیون بین‌المللی فضانوردی International Astronautical Federation (IAF)
- اتحادیه بین‌المللی اخترشناسی International Astronomical Union (IAU) & International Institute of Space Law (IISL)
- انجمن حقوق بین‌الملل International Law Association (ILA)
- سازمان بین‌المللی ماهواره‌های تلفنی International Mobile Satellite Organization (Inmarsat)
- سازمان بین‌المللی ارتباطات ماهواره‌ای International Telecommunications Satellite Organization (INTELSAT)
- اینتراسپوتنیک International System and Organization of Space Communications (INTERSPUTNIK)
- انجمن بین‌المللی تصویرسنجی و سنجش از دور International Society for Photogrammetry and Remote Sensing (ISPRS)
- دانشگاه فضایی بین‌المللی International Space University (ISU)
- انجمن سیاره‌ای The Planetary Society (TPS)
- بنیاد جهان امن Secure World Foundation (SWF)
- شورای مشورتی نسل فضا Space Generation Advisory Council (SGAC)
- انجمن هفته فضایی جهان World Space Week Association (WSWA)

## نگرانی‌ها دربارهٔ تصویب و اجرا
هم اتحاد جماهیر شوروی سوسیالیستی و هم ایالات متحده آمریکا در هنگام مسابقه تسلیحاتی از جنگ‌افزارهایی استفاده می‌کردند که در فرازای جغرافیایی پایین کار می‌کردند. بکار بردن واژه «جنگ ستارگان» از سوی رونالد ریگان باعث نگرانی‌های جدی شد. کاربرد جنگ‌افزارهای فضایی به گونه ویژه‌ای ممنوع است. اگرچه سیاست‌های چندین کشور با توانایی پرتاب ماهواره که عضو پیمان منع گسترش جنگ‌افزارهای هسته‌ای نیستند و سابقه بدی در افشای جنگ‌افزارهای خود دارند، و به ویژه، گرایش به دوگانگی هسته‌ای دارند ممکن است بر چگونگی پیشبرد این پیمان تأثیر بگذارد.
در سال ۲۰۱۷ (میلادی) گزارش «تازِش صوتی» کارکنان ماموریت‌های دیپلماتیک آمریکا در کوبا، منع کاربرد جنگ‌افزارهای فضایی را بار دیگر مورد توجه قرار داد.

## انحراف اجسام نزدیک به زمین و واکنش در زمان سانحه
انجمن کاشفان فضا با همکاری بنیاد B612 به کارشناسان تیم واکنش ۱۴ در کمیته سازمان ملل در امور استفاده صلح‌آمیز از فضا به ردیابی و انحراف اجسام نزدیک زمین کمک می‌کند. از سال ۲۰۰۱ (میلادی) بسیاری از اعضای انجمن کاشفان فضا و بنیاد B612 برای انجام واکنش درست و به موقع در زمان سانحه و چگونگی انحراف شهاب‌سنگ‌ها با این کمیته کار می‌کنند. بر اساس گفته‌های یکی از بازنشسته‌های بنیاد B612 در سال ۲۰۱۳ (میلادی) هیچ کشوری در جهان، برنامه یا سازمان مشخصی برای حفاظت از مردم خود در رویارویی با برخورد شهاب‌سنگ ندارد.
در اکتبر ۲۰۱۳ این کمیته، چند راه حل تأییدشده را برای رویارویی با برخورد شهاب‌سنگ را اعلام کرد. یکی از این راه‌ها شامل تشکیل یک شبکه بین‌المللی اخطار شهاب‌سنگ می‌شود تا مرکز مشخصی برای به هم‌رسانی اطلاعات مربوط به هر جرم آسمانی شناخته شده خطرناک در آینده باشد. همچنین یک گروه مشاور برنامه‌ریزی مأموریت‌های فضایی سازمان ملل، وظیفه به هم‌رسانی مطالعات مربوط به فناوری‌های ساخته شده برای انحراف اجسام فضایی و امکان‌پذیری عملی آن‌ها را بر عهده دارد. این موضوع به این خاطر است که ایجاد انحراف، نیاز به پیش‌بینی دقیق مسیر حرکت شهاب‌سنگ و نقطه برخورد آن با زمین (حتی در کشورهایی که با این گروه کار نمی‌کنند) را دارد. این پیگیری تا زمانی که مسیر شهاب‌سنگ تغییر کند ادامه می‌یابد.
دفتر سازمان ملل، جامعه جهانی را به برداشتن گام‌های مهم در این راستا تشویق می‌کند. این گام‌ها شامل موارد زیر می‌شوند:
- سیاست‌گذاران کشورها، خود را با جدیدترین قوانین سازمان ملل که از سوی سفیران این سازمان اعلام می‌شود هماهنگ کنند.
- دولت هر کشوری اقدام به طراحی برنامه جامع رویارویی با خطر برخورد نماید و منابع مالی لازم را به آن اختصاص دهد. همین‌طور نماینده‌ای را برای ایجاد ارتباط شفاف با شبکه بین‌المللی اخطار شهاب‌سنگ با کشورهای آسیب دیده تعیین کنند.
- دولت‌ها از تلاش‌های انجمن کاشفان فضا و بنیاد B612 حمایت کنند تا اجرام آسمانی تهدیدکننده (که تعداد آن‌ها حدود یک میلیون تخمین زده شده) را به وسیله قرار دادن یک رصدخانه فضایی شناسایی کنند.
- کشورهای عضو برای انجام یک رزمایش تا ده سال آینده در کنار یکدیگر جمع شوند.

## اعضا

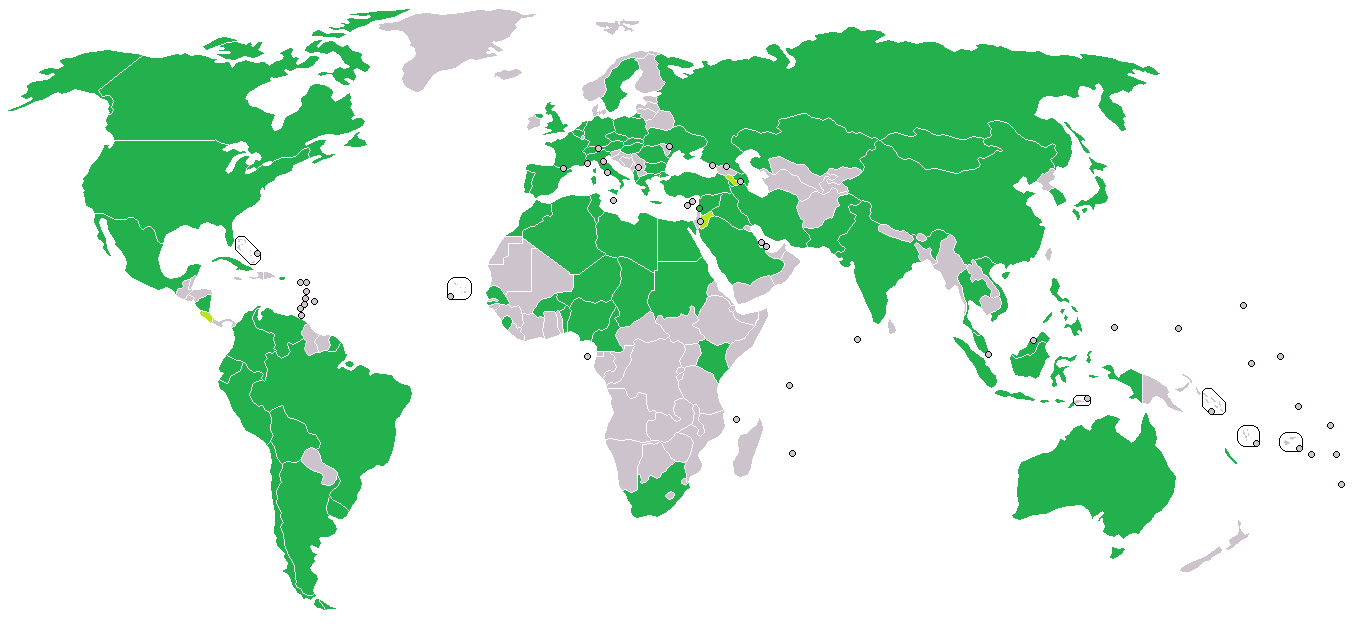
رنگ سبز: کشورهای عضو (۲۰۱۷)، رنگ زرد: کشورهایی که درخواست عضویت داده‌اند (۲۰۱۷)

این پیمان بر اساس قطعنامه ۱۳۴۸ (۱۳) مجمع عمومی سازمان ملل متحد در ۱۳ دسامبر ۱۹۵۸ (میلادی) توسط ایران، آرژانتین، استرالیا، بلژیک، برزیل، کانادا، چکسلواکی، فرانسه، هند، ایتالیا، ژاپن، مکزیک، لهستان، اتحاد جماهیر سوسیالیستی شوروی، جمهوری متحد عربی، بریتانیا، ایرلند شمالی و ایالات متحده آمریکا امضا شده و رسمیت یافت.
تا سال ۲۰۱۷ (میلادی) ۸۷ کشور جهان به کمیته سازمان ملل در امور استفاده صلح‌آمیز از فضا پیوسته‌اند. این کمیته یکی از بزرگ‌ترین کمیته‌های مجمع عمومی سازمان ملل متحد است.